# Hamburg Cyclassics
Hamburg Cyclassics (aktuálně známý jako BEMER Cyclassics) je každoroční jednodenní cyklistický závod profesionálů i amatérů, který se koná v okolí města Hamburk v Německu. Přestože se jedná o závod s krátkou historií, je počítán jako klasický. Začínal jako nedůležitý závod v roce 1996, ale kvůli rychle rostoucí popularitě cyklistiky v Německu v tom období, byl už v roce 1998 zařazen do seriálu UCI silničního mistrovství světa. Od roku 2005 byl součástí UCI ProTour, a od roku 2009 je jedním z 24 závodů UCI World Rankingu.

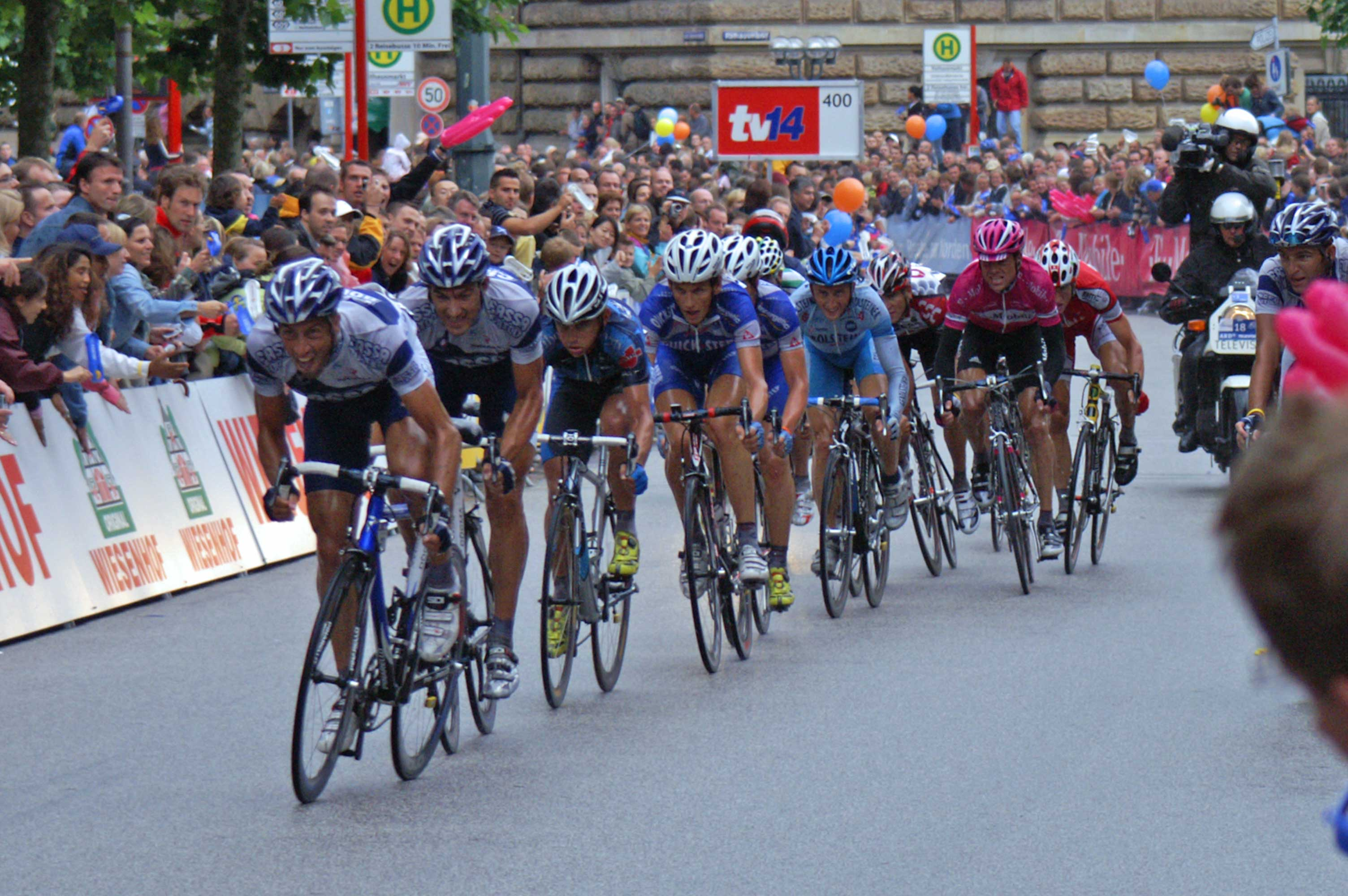
Cíl závodu v roce 2005

Trasa závodu se mění, ale bývá asi 250 km dlouhá. Během několika okruhů přes Hamburg závodníci několikrát vystoupají na krátké, ale strmé stoupání, kopec Waseberg a trasa zahrnuje také nejvyšší hamburský most Köhlbrandbrücke. Trasa je natolik náročná, že závod téměř nikdy nekončí v hromadném sprintu.
Sponzorem závodu Cyclassics byla hamburská elektrárenská firma HEW, která se v roce 2006 spojila se švédskou firmou Vattenfall, a od tohoto roku je závod známý jako Cyclassics Vattenfall.
Důležitou součástí Cyclassics jsou i závody amatérů na 55 km, 100 km a 155 km, kterých se může zúčastnit kdokoliv. V roce 2005 se jich zúčastnilo 20 000 amatérů.

## Vítězové
| rok       | jméno                                    | země                                     |
| --------- | ---------------------------------------- | ---------------------------------------- |
| 1996      | Rossano Brasi                            | Itálie                                   |
| 1997      | Jan Ullrich                              | Německo                                  |
| 1998      | Léon van Bon                             | Nizozemsko                               |
| 1999      | Mirko Celestino                          | Itálie                                   |
| 2000      | Gabriele Missaglia                       | Itálie                                   |
| 2001      | Erik Zabel                               | Německo                                  |
| 2002      | Johan Museeuw                            | Belgie                                   |
| 2003      | Paolo Bettini                            | Itálie                                   |
| 2004      | Stuart O'Grady                           | Austrálie                                |
| 2005      | Filippo Pozzato                          | Itálie                                   |
| 2006      | Óscar Freire                             | Španělsko                                |
| 2007      | Alessandro Ballan                        | Itálie                                   |
| 2008      | Robbie McEwen                            | Austrálie                                |
| 2009      | Tyler Farrar                             | Spojené státy                            |
| 2010      | Tyler Farrar                             | Spojené státy                            |
| 2011      | Edvald Boasson Hagen                     | Norsko                                   |
| 2012      | Arnaud Démare                            | Francie                                  |
| 2013      | John Degenkolb                           | Německo                                  |
| 2014      | Alexander Kristoff                       | Norsko                                   |
| 2015      | André Greipel                            | Německo                                  |
| 2016      | Caleb Ewan                               | Austrálie                                |
| 2017      | Elia Viviani                             | Itálie                                   |
| 2018      | Elia Viviani                             | Itálie                                   |
| 2019      | Elia Viviani                             | Itálie                                   |
| 2020–2021 | Závod se nejel kvůli pandemii covidu-19. | Závod se nejel kvůli pandemii covidu-19. |
| 2022      | Marco Haller                             | Rakousko                                 |
| 2023      | Mads Pedersen                            | Dánsko                                   |
| 2024      | Olav Kooij                               | Nizozemsko                               |
| 2025      | Rory Townsend                            | Irsko                                    |